# Zyzomys maini
Zyzomys maini або арнемлендський скельний щур — вид мишоподібних гризунів родини мишеві (Muridae). Є ендеміком Австралії, мешкає в регіоні Топ-Енд на Північній Території.

## Таксономія
Вид був описаний в 1989 році Дарреллом Кітченером. Голотипом була доросла самка, знайдена в місці під назвою Ja Ja Billabong на Північній Території, серед великих валунів поряд з річкою. Видову назву гризун отримав на честь австралійського зоолога Альберта Мейна.

## Опис
Довжиною звір досягає 15 см, важить від 100 до 150 грам. Він веде нічний спосіб життя, харчується насінням і іншою рослинною їжею. Розмножується круглий рік, однак в сухий сезон дещо менш активно.

## Поширення і збереження
Вид є ендеміком пісковикових масивів західного Арнемленду. Популяція сильно фрагментована внаслідок топографічної складності регіону. Вид віддає перевагу тропічним дощовим лісам, що ростуть в цьому регіоні. Загальна площа ареалу виду становить від 100 до 1000 км². Близько третини популяції мешкає в Національному парку Какаду.
МСОП вважає цей вид вразливим. Популяція цього виду скорочується. 